# Aero L-29 Delfín
Aero L-29 Delfín (v kódu NATO "Maya") byl vojenský proudový cvičný letoun, který se během 60. let stal standardním cvičným proudovým letounem států Varšavské smlouvy. Šlo o první proudový letoun navržený a vyráběný v Československu.

## Vývoj

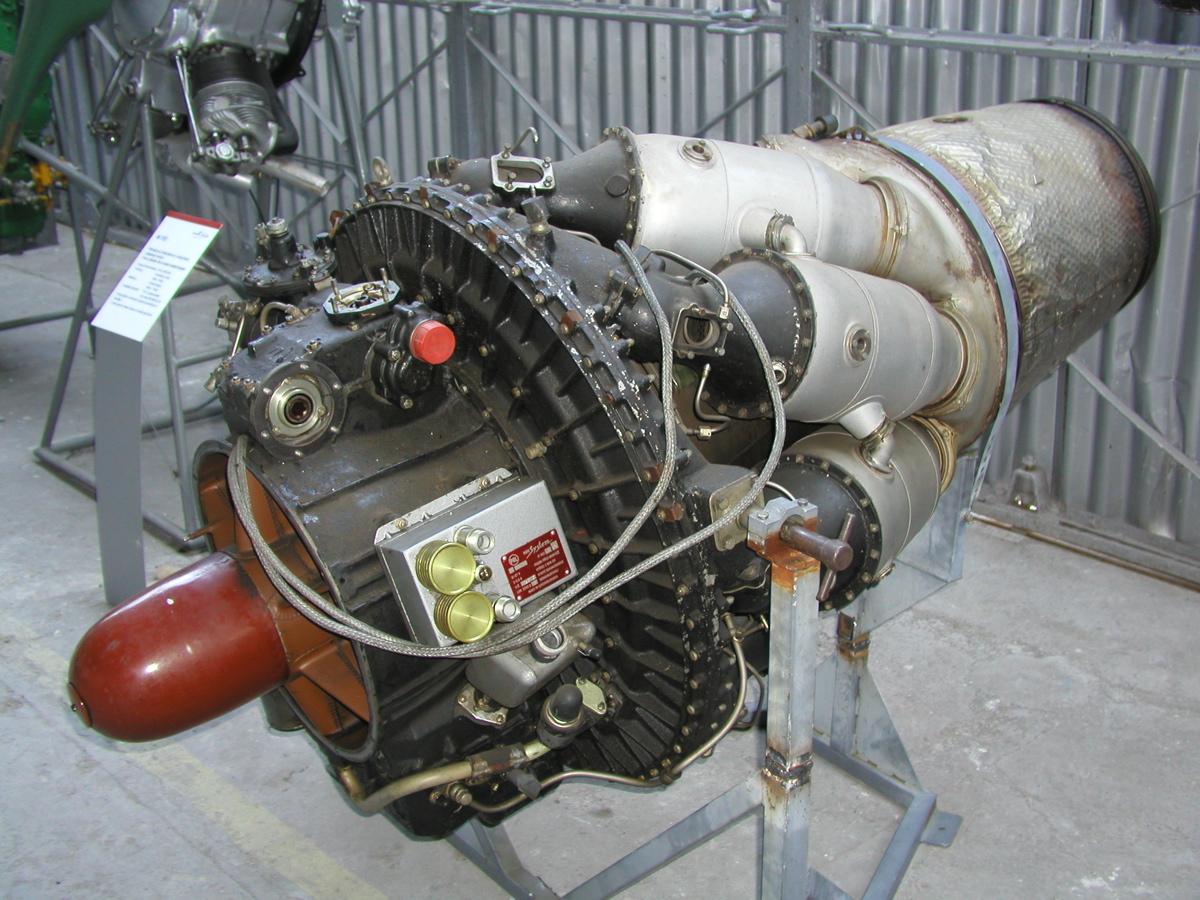
Motor M701

Na konci padesátých let sovětské letectvo hledalo proudový letoun, který by nahradil cvičné letouny s pístovým motorem; tento požadavek se později objevil ve všech zemích východního bloku. Firma Aero odpověděla prototypem XL-29 navrženým Zdeňkem Rubličem a Karlem Tomášem. Letoun poprvé vzlétl 5. dubna 1959 a byl poháněn britským motorem Bristol Siddeley Viper.
Pro letoun byl souběžně vyvíjen československý motor Motorlet M-710 s moderním axiálním kompresorem. Později v září 1956 hlavní předpokládaný zákazník, letectvo Sovětského svazu, požadovalo jednodušší motor s radiálním kompresorem a pro letoun začal být vyvíjen později úspěšný motor Motorlet M-701. Z důvodu zpoždění vývoje tohoto motoru létaly první dva prototypy s britským motorem Bristol-Siddeley Viper.
V roce 1961 byl Delfín porovnáván s letouny TS-11 Iskra a Jak-30 a stal se vítězem. Polsko dále pokračovalo ve vývoji letounu TS-11 Iskra, ale ostatní státy Varšavské smlouvy se rozhodly pro Delfína.
Výroba začala v roce 1963 a trvala 11 let, vyrobilo se okolo 3 500 ks. Vyvinuta byla i jednomístná verze L-29A Akrobat. Průzkumná verze s kamerami v přídi letounu se vyráběla jako L-29R. Odstraněním průzkumného vybavení a zadní sedačky bylo 31 kusů konvertováno na jednomístnou variantu L-29RS pro pokročilý výcvik.
V roce 2024 byl amrický L-29 využit při experimentech s umělou inteligencí. Podílely se na něm Skunkworks.

## Nasazení
Letouny sloužily pro základní, pokračovací a zbraňový výcvik. Pro ten byly opatřeny závěsy na kulomety, pumy a rakety. Takto vyzbrojené egyptské letouny byly v roce 1973 během jomkipurské války nasazeny proti izraelským tankům. Později byly v mnoha zemích Delfíny nahrazeny následníkem L-39 Albatros.

## Verze
- L-129 verze s vysokotlakým hydraulickým systémem
- L-229 jednomístná, lehká speciální verze
- L-29R průzkumná verze
- L-29RS odlehčená, jednomístná verze po pokročilý výcvik
- L-29A (L-429) speciální, akrobatická verze

## Specifikace (L-29)

### Technické údaje
- Posádka: 2 (žák, instruktor)
- Délka: 10,81 m
- Rozpětí: 10,29 m
- Výška: 3,13 m
- Nosná plocha: 19,8 m²
- Plošné zatížení: 166 kg/m²
- Prázdná hmotnost: 2 280 kg
- Hmotnost (naložen): 3 286 kg
- Maximální vzletová hmotnost : 3 540 kg
- Pohonná jednotka: 1× proudový motor Motorlet M-701C
- Tah pohonné jednotky: 8,7 kN

### Výkony
- Maximální rychlost: 655 km/h
- Dolet: 900 km
- Dostup: 11 500 m
- Stoupavost: 14 m/s
- Poměr tah/hmotnost: 0,25

### Výzbroj
- 200 kg různých zbraní (kulomety, pumy, rakety, střely) na vnějších závěsech

## Uživatelé

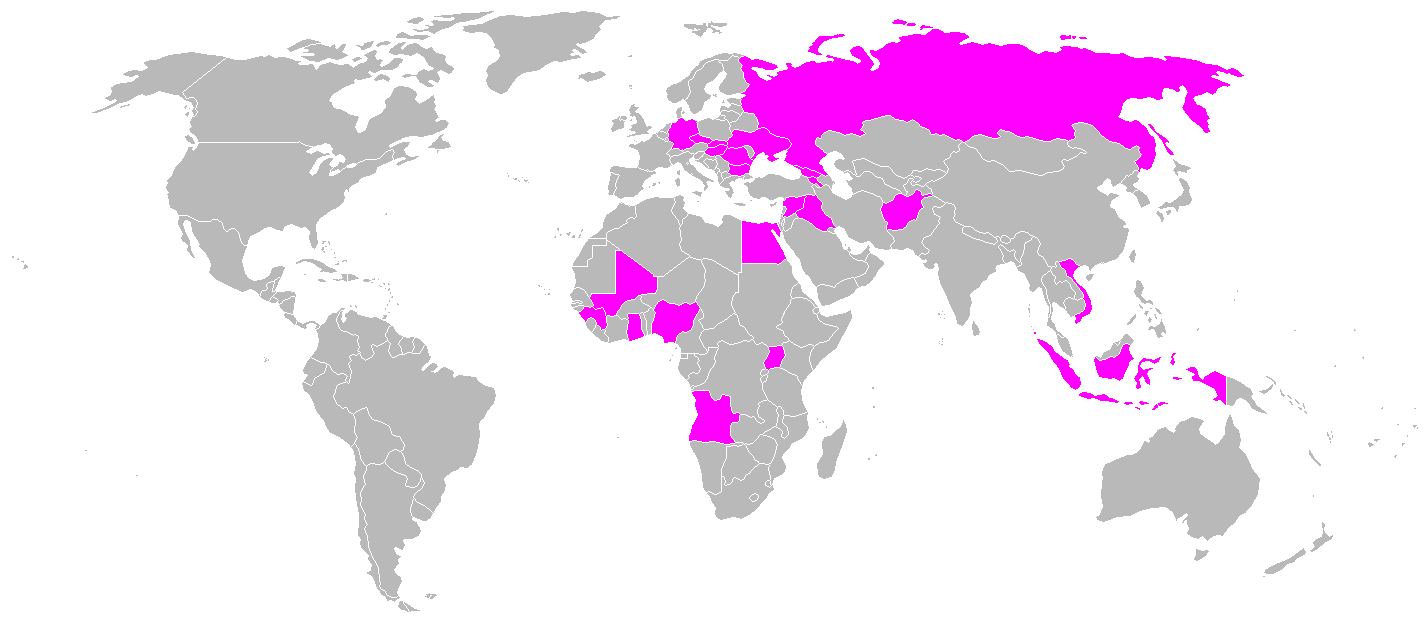
Uživatelé letounu L-29

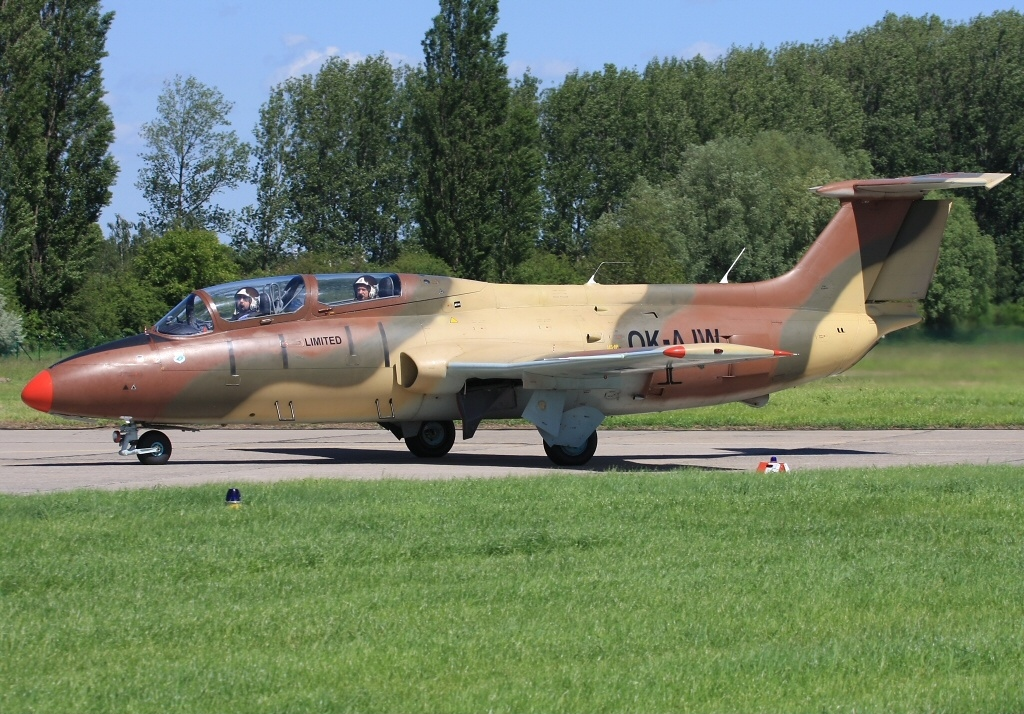
Delfín s českou registrací

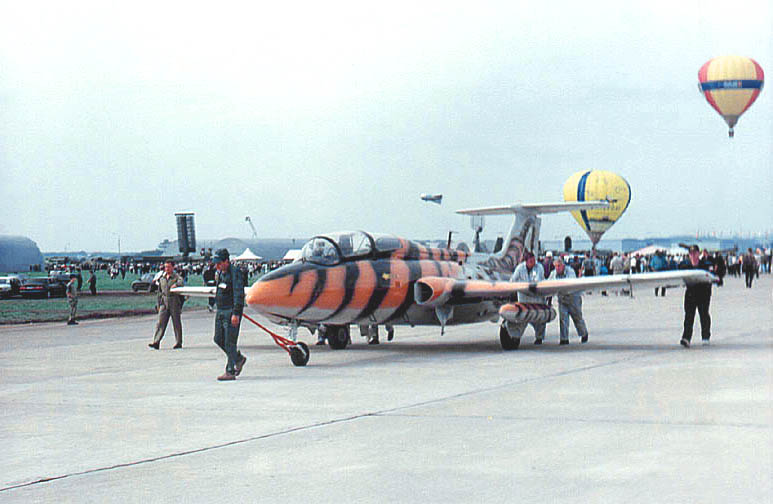
Delfín s tygřím nátěrem

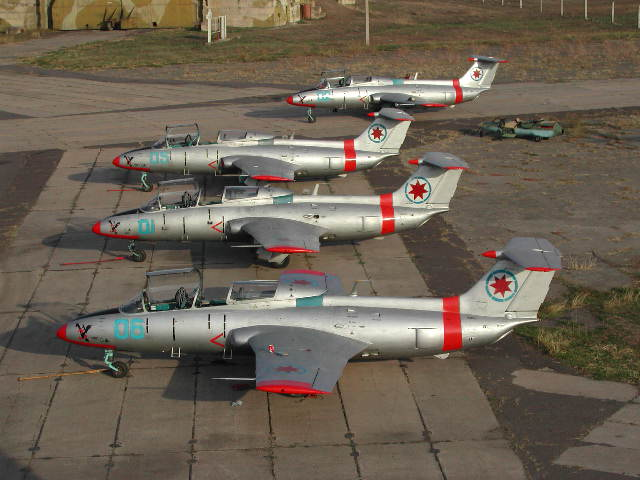
Gruzínské Delfíny

Letadlo se vyrábělo ve velkých sériích. Do roku 1974 bylo celkem vyrobeno kolem 3 500 kusů.

### Vojenští
- Afghánistán

Afghánské vzdušné síly
- Angola
- Ázerbájdžán
- Arménie
- Bulharsko
- Československo

Československé letectvo
- Česko

Vzdušné síly AČR
- Egypt
- Gruzie
- Ghana
- Guinea-Bissau
- Indonésie
- Irák
- Maďarsko
- Mali
- Nigérie
- Východní Německo
- Rumunsko
- Rusko
- Slovensko

Vzdušné síly Slovenské republiky
- Sovětský svaz

Sovětské letectvo
- Sýrie
- Tádžikistán
- Uganda
- Vietnam
- Spojené státy americké

Námořnictvo Spojených států amerických (jako simulátory střel s plochou dráhou letu)

### Civilní
- Česko
- Dánsko
- Jižní Afrika
- Norsko
- Slovensko
- USA

- Bývalé vojenské stroje jsou populární na trhu s letouny pro letecké přehlídky